# Reese Hoffa
Reese Hoffa (* 8. října 1977, Evans, Georgie) je americký atlet, mistr světa a halový mistr světa ve vrhu koulí.
Reprezentoval na letních olympijských hrách v roce 2004 a 2008. Na olympiádě v Athénách neprošel sítem kvalifikace. O čtyři roky později v Pekingu skončil na sedmém místě. Na mistrovství světa v Berlíně 2009 se umístil na čtvrtém místě. Jeho nejdelší pokus měřil 21,28 m. Bronz získal Němec Ralf Bartels, který hodil o devět cm dál.

## Osobní rekordy
- vrh koulí (hala) – 22,11 m – 10. březen 2006, Moskva
- vrh koulí (venku) – 22,73 m – 3. srpen 2007, Londýn